# 伊豆の踊子

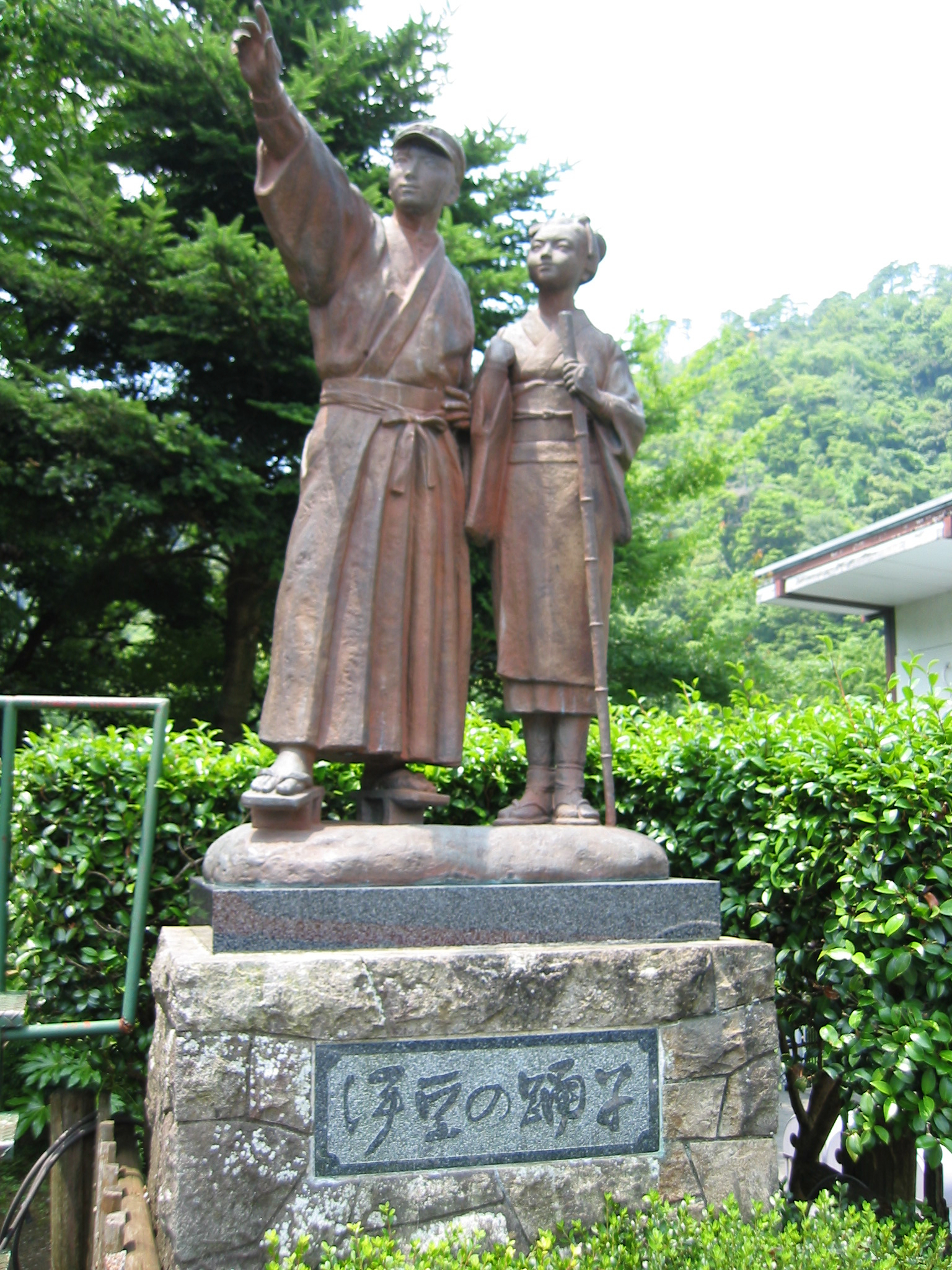
伊豆の踊子の銅像

『伊豆の踊子』（いずのおどりこ）は、川端康成の短編小説。川端の初期の代表作で、伊豆を旅した19歳の時の実体験を元にしている。孤独や憂鬱な気分から逃れるため伊豆へ一人旅に出た青年が、修善寺、湯ヶ島、天城峠を越え湯ヶ野、下田に向かう旅芸人一座と道連れとなり、踊子の少女に淡い恋心を抱く旅情と哀歓の物語。孤児根性に歪んでいた青年の自我の悩みや感傷が、素朴で清純無垢な踊子の心によって解きほぐされていく過程と、彼女との悲しい別れまでが描かれている。
日本人に親しまれている名作でもあり、今までに6回映画化され、ヒロインである踊子・薫は田中絹代から吉永小百合、山口百恵まで当時のアイドル的な女優が演じている。
2022年（令和4年）時点で、新潮文庫版だけでも約338万部を売り上げている。

## 発表経過
1926年（大正15年）、雑誌『文藝時代』1月号（第3巻第1号・新年特別創作号）に「伊豆の踊子」、2月号（第3巻第2号）に「続伊豆の踊子」として分載された。単行本は翌年1927年（昭和2年）3月20日に金星堂より刊行された。なお、刊行に際しての校正作業は梶井基次郎がおこなった。
翻訳版はオスカー・ベンル訳のドイツ語（独題：Die kleine Tänzerin von Izu 1942年と1948年、Die Tänzerin von Izu 1968年以後）をはじめ、エドワード・サイデンステッカー英語（英題：The Izu Dancer 1955年, 省略版）、Eiichi Hayashi 1957年、J. Martin Holman訳（英題：The Dancing Girl of Izu 1997年以後）、中国語（中題、繁體中文：伊豆的舞女 1960年、伊豆的舞孃 1969年）、ポルトガル語（葡題：A pequena dançarina de Izu 1962年）、エスペラント語 (エスペラント題：Dancistino de Izu 1965年)、イタリア語（伊題：La danzatrice di Izu 1965年）、韓国語（韓題：이즈의 무희 1968年）、トルコ語 (トルコ題：İzu dansözü 1968年)、スペイン語（西題：La danzarina de Izu 1969年）、オランダ語（蘭題：De danseres uit Izu 1969年）、ロシア語（露題：Танцовщица из Идзу 1971年）、フランス語（仏題：La danseuse d'Izu 1973年）など世界各国で出版されている。

## あらすじ
20歳の一高生の「私」は、自分の性質が孤児根性で歪んでいると厳しい反省を重ね、その息苦しい憂鬱に堪え切れず、1人伊豆への旅に出る。「私」は、湯ヶ島の道中で出会った旅芸人一座の1人の踊子に惹かれ、天城峠のトンネルを抜けた後、彼らと一緒に下田まで旅することになった。一行を率いているのは踊子の兄で、大島から来た彼らは家族で旅芸人をしていた。
天城峠の茶屋の老婆から聞いていた旅芸人を見下げた話から、夜、湯ヶ野の宿で踊子が男客に汚されるのかと「私」は心配して眠れなかったが、翌朝、朝湯につかっている「私」に向って、川向うの湯殿から無邪気な裸身を見せて大きく手をふる踊子の幼い姿に、「私」の悩みはいっぺんに吹き飛び、「子供なんだ」と自然に喜びで笑いがこぼれた。
「私」は、旅芸人一行と素性の違いを気にすることなく生身の人間同士の交流をし、人の温かさを肌で感じた。そして、踊子が「私」に寄せる無垢で純情な心からも、「私」は悩んでいた孤児根性から抜け出せると感じた。
下田へ着き、「私」は踊子とその兄嫁らを活動（映画）に連れて行こうとするが、踊子だけしか都合がつかなくなると、母親（兄嫁の母）は踊子の懇願をふりきり、活動行きを反対した。次の日に東京へ帰らなければならない「私」は、夜1人だけで活動に行った。暗い町で遠くから微かに踊子の叩く太鼓の音が聞えてくるようで、わけもなく涙がぽたぽた落ちた。
別れの旅立ちの日、昨晩遅く寝た女たちを置いて、踊子の兄だけが「私」を下田港の乗船場まで送りに来た。乗船場へ近づくと、海際に踊子がうずくまって「私」を待っていた。2人だけになった間、踊子はただ「私」の言葉にうなずくばかりで一言もなかった。「私」が船に乗り込もうと振り返った時、踊子はさよならを言おうとしたようだが、もう一度うなずいて見せただけだった。
船がずっと遠ざかってから、踊子が艀で白いものを振り始めた。伊豆半島の南端が後方に消えてゆくまで、一心に沖の大島を眺めていた「私」は、船室の横にいた少年の親切を自然に受け入れ、泣いているのを見られても平気だった。「私」の頭は「澄んだ水」のようになり、流れるままの涙がぽろぽろと零れて、後には「何も残らないような甘い快さ」だった。

## 登場人物
年齢は数え年
私
20歳。一高の学生。
学校の制帽で、紺飛白の着物に袴をはき、学生鞄を肩にかけた格好で伊豆の一人旅をしている。湯川橋の近くで旅芸人の一行に出会う。再び天城七里の山道で出会い下田まで一緒に旅する。
湯ヶ野で鳥打帽を買い、制帽は鞄にしまう。歯並びが悪い。東京では寄宿舎に住む。
踊子（薫）
14歳。当初「私」には17歳くらいに見える。旅芸人一座の一員。古風に結った髪に卵形の凛々しい小さい顔の初々しい乙女。
若桐のように足のよく伸びた白い裸身で湯殿から無邪気に手をふる。五目並べが強い。美しい黒髪。前髪に桃色の櫛を挿している。美しく光る黒眼がちの大きい眼。花のように笑う。尋常小学校2年までは甲府にいたが、家族と大島に引っ越す。小犬を旅に同行させている。
男（栄吉）
24歳。踊子の兄で旅芸人。旅芸人たちは大島の波浮港からやって来た。
栄吉は東京で、ある新派役者の群に加わっていたことがある。実家は甲府にあり、家の後目は栄吉の兄が継いでいる。幼い妹にまで旅芸人をさせなければならない事情があり、心を痛めている。大島には小さな家を2つ持っていて、山の方の家には爺さんが住んでいる。
上の娘（千代子）
19歳。栄吉の妻。
流産と早産で2度子供を亡くした。2度目の子は旅の空で早産し、子は1週間で死去。下田の地でその子の四十九日を迎える。
40女（おふくろ）
40代くらい。千代子の母。栄吉の義母。
薫に三味線を教えているが、薫は声がわりの最中なので、高い声で歌わせない。生娘の薫に、男が触るのを嫌がる。国の甲府市には民次という尋常5年生の息子もいる。
中の娘（百合子）
17歳。雇われている芸人。大島生れ。はにかみ盛り。
茶屋の婆
天城七里の山道の茶店の婆さん。
一高の制帽の「私」を旦那さまと呼び、旅芸人を「あんな者」と軽蔑を含んだ口調で話す。
茶屋の爺
婆さんの夫。
長年中風を患い、全身が不随になっている。水死人のようにむくみ、瞳は黄色く濁っている。この老人には、川端が『十六歳の日記』で描いた病身の祖父の心象が投影されていることがしばしば指摘されている。
紙屋
宿で「私」と碁を打つ。紙類を卸して廻る行商人。60歳近い爺さん。
鳥屋
40歳前後の男。旅芸人一行が泊まっている木賃宿の間を借りて鳥屋をしている。
踊子たちに鳥鍋を御馳走する。「水戸黄門漫遊記」の続きを読んでくれと踊子にせがまれるが立ち去り、「私」が代りにそれを読んで踊子に聞かせる。
土方風の男
鉱夫。
帰りの霊岸島行きの下田港の乗船場で、「私」に声をかけ、水戸へ帰る老婆を上野駅まで連れてやってほしいと頼む。
老婆
蓮台寺の銀山で働いていた倅とその嫁をスペイン風邪で亡くす。残された孫3人と故郷の水戸へ帰えるため、乗船場まで鉱夫たちに付添われている。
少年
河津の工場主の息子。東京へ帰る船で「私」と出会う。
一高入学準備のために東京に向っていた。泣いている「私」に海苔巻きすしをくれ、着ている学生マントへもぐり込ませ温めてくれる。

## 作品背景
※川端康成自身の発言や、作品や随筆内からの文章の引用は〈　〉にしています（論者や評者の論文からの引用部との区別のため）。
川端康成が伊豆に旅したのは、一高入学の翌年1918年（大正7年）の秋で、寮の誰にも告げずに出発した約8日（10月30日から11月7日）の初めての一人旅であった。川端はそこで、岡田文太夫（松沢要）こと、時田かほる（踊子の兄の本名）率いる旅芸人一行と道連れになり、幼い踊子・加藤たみ(松沢たみという説もある)と出会い、下田港からの帰京の賀茂丸では、蔵前高工（現・東京工大）の受験生・後藤孟と乗り合わせた。
踊子の兄とは旅の後も文通があり、「横須賀の甲州屋方 時田かほる」差出人の川端宛て（一高の寄宿舎・南寮4番宛て）の年賀状（大正7年12月31日消印）が現存している。なお、踊子・たみのことは、旅の翌年に書かれた川端の処女作『ちよ』（1919年）の中にも部分的に描かれている。
川端は、旅から約7年経た後に『伊豆の踊子』を書いた。川端は自作について、〈「伊豆の踊子」はすべて書いた通りであつた。事実そのままで虚構はない。あるとすれば省略だけである〉とし、〈私の旅の小説の幼い出発点である〉と述べている。また、旅に出た動機については以下のように語っている。
川端は、幼少期に身内をほとんど失っており、1歳7か月で父親、2歳7か月で母親、7歳で祖母、10歳で姉、15歳で祖父が死去し孤児となるという生い立ちがあったため、作中に〈孤児根性〉という言葉が出てくる。また当時、旅芸人は河原乞食と蔑まれ、作中にも示されているように物乞いのような身分の賤しいものとみなされていた。しかし、そういった一般的な見方を離れた〈好意と信頼〉が彼らと川端の間に生れた。
伊豆の旅から4年後の1922年（大正11年）の夏も湯ヶ島に滞在した川端は、踊子たちとの体験や、大阪府立茨木中学校（現・大阪府立茨木高等学校）の寄宿舎での下級生・小笠原義人との同性愛体験を「湯ヶ島での思ひ出」という素稿にまとめた。
これは前年の1921年（大正10年）に、伊藤初代（本郷区本郷元町のカフェ・エランの元女給）との婚約破談事件で傷ついた川端が、以前自分に無垢な好意や愛情を寄せてくれた懐かしい踊子・加藤たみや小笠原義人を思い出し、初代から受けた失恋の苦しみを癒すためであった。この原稿用紙107枚の「湯ヶ島での思ひ出」が元となり、『伊豆の踊子』（1926年）、『少年』（1948年-1949年）へ発展していった。
ちなみに、川端はカフェ・エランに通い始めた頃、店で眩暈を起して奥の部屋で寝かせてもらい、ちょうどその時に伊藤初代が銭湯から戻り隣室で着替えをする後ろ姿を見て、〈こんなに子供だつたのか〉と、その思いがけない幼い裸身に驚くが、その瞬間、約1年前に湯ヶ野温泉で見た踊子・加藤たみの〈少女の裸身〉を〈子供なんだ〉と思ったことを想起している（詳細は伊藤初代#一高生・川端康成との出会いを参照）。
川端は最初の伊豆の旅以来、田方郡上狩野村湯ヶ島1656番地（現・伊豆市湯ヶ島1656-1）にある「湯本館」 に1927年（昭和2年）までの約10年間毎年のように滞在するようになるが、1924年（大正13年）に大学を卒業してからの3、4年は、滞在期間が半年あるいは1年以上に長引くこともあった。単行本刊行の際の作業をしている頃、湯ヶ島へ転地療養に来た梶井基次郎に旅館「湯川屋」を紹介し、校正をやってもらったが、それを契機に梶井やその同人の淀野隆三らと親しく交流するようになった。

## 作品評価・研究
※川端康成自身の発言や、作品や随筆内からの文章の引用は〈　〉にしています（論者や評者の論文からの引用部との区別のため）。
『伊豆の踊子』は川端康成の初期を代表する名作というだけでなく、川端作品の中でも最も人気が高く、その評論も膨大な数に上る。それらの論評は、様々なニュアンスの差異を持ちながら川端の孤児の生い立ちと青春体験の視点、伊藤初代との婚約破談事件との絡みから論考するものや、主人公の語りの構造の分析から作品世界を論じるものなど多岐にわたっているが、川端という作家を語る際の、この作品の持つ重みや大きさへの認識はみな共通している。
竹西寛子は、『伊豆の踊子』は川端作品の中では比較的爽やかなもので、そこでは「自力を超えるものとの格闘に真摯な若者だけが経験する人生初期のこの世との和解」がかなめになっているとし、この作品が「青春の文学」と言われる理由を、「この和解の切実さ」にあると解説している。そして別れの場面の〈私〉の涙は「感傷」ではなくて、それまであった「過剰な自意識」が吹き払われた表われであり、それゆえに〈私〉が、少年の親切を自然に受け入れ、融け合って感じるような経験を、読者もまた共有できうると考察している。
奥野健男は、川端が幼くして肉親を次々と亡くし、死者に親しみ、両親の温かい庇護のなかった淋しい孤児の生い立ちがその作風に影響を及ぼしていることを鑑みながら、川端の心にある、「この世の中で虐げられ、差別され、卑しめられている人々、特にそういう少女へのいとおしみというか、殆んど同一化するような感情」が、文学の大きなモチーフになっているとし、そういった川端の要素が顕著な『伊豆の踊子』を、「温泉町のひなびた風土と、日本人の誰でもが心の底に抱いている（そこが日本人の不思議さであるのだが）世間からさげすまれている芸人、その中の美少女への殆んど判官びいきとも言える憧憬と同一化という魂の琴線に触れた名作」と高評している。
そして芸人が徳川時代に「河原者」と蔑まれた反面、白拍子を愛でた後白河法皇が『梁塵秘抄』を編纂したように、古くから芸人と上流貴族とは「不思議な交歓」があり、能、狂言、歌舞伎などが上流階級にとりいられてきた芸能史を奥野は解説しつつ、『伊豆の踊子』は、そういった「芸人に対する特別のひいき、さらには憧憬という日本人の古来からの心情」が生かされ、その「秘密の心情」は「日本の美の隠れた源泉」であると論じている。
北野昭彦は、この奥野の論を、数ある『伊豆の踊子』論の中でも日本の芸能史、「旅芸人フォークロア」をよく踏まえているものとして敷衍し、漂流者の芸人と定住者との関係性、マレビトである漂泊芸人の来訪が「神あるいは乞食」の訪れとして定住民にとらえられ、芸能を演ずる彼らの姿に「神の面影」を認めながらも「乞食」と呼ぶこともためらわない両者の関係性に発展させた論究を展開しながら、「異界」への入り口の象徴である〈峠〉や〈橋〉で旅芸人一行（遍歴民）と再会した〈私〉がトンネルを抜け、彼らと同行することで「遍歴的人生の疑似体験」をするが、芸と旅が日常である彼らと、それが非日常である〈私〉とは「別の時空を生きながら道連れになっている」と解説している。
また北野は、この物語が進行するにつれ、主人公が「娘芸人のペルソナを外した少女の〈美〉」自体を語ることが主となり、小説のタイトル通り、踊子像そのものを語る展開になることに触れ、踊子の〈私〉に対するはにかみや羞らい、天真爛漫な幼さ、花のような笑顔、〈私〉の袴の裾を払ってくれたり下駄を直してくれたりする甲斐甲斐しさなどを挙げながら、踊子の何気ない言葉で、〈私〉が「本来の自己を回復していたこと」に気づくと解説し、「〈私〉の踊子像」がその都度「多面的に変容する」ことの意味をユングの『コレー像の心理学的位相について』 を引きつつ説明している。
三島由紀夫は、川端の全作品に通じる重要なテーマである「処女の主題」の端緒があらわれている『伊豆の踊子』において、〈私〉が観察する踊子の様々な描写の「静的な、また動的なデッサンによつて的確に組み立てられた処女の内面」が「一切読者の想像に委ねられてゐる」性質を指摘し、この特性のため、川端は同時代の他作家が陥ったような「浅はかな似非近代的心理主義の感染」を免かれていると考察しつつ、「処女の内面は、本来表現の対象たりうるものではない」として、以下のようにその「処女の主題」を解説している。
勝又浩は、物語の導入部の天城峠の茶屋で〈到底生物とは思へない山の怪奇〉のような醜い老人の姿が描かれる意味を、『雪国』で主人公が〈トンネル〉を抜けて駒子に会うように、『伊豆の踊子』でも踊子に会うために越えなければならなかった「試練」であり、「異界」への入り口である天城峠の〈暗いトンネル〉を抜けることは「タイムマシンとしての儀式」を暗示させるとして、こういった川端文学の幻想的な一面が泉鏡花や永井荷風とも異なる点を説明して、幻想世界を伝える「媒介者」（主人公）が、鏡花の場合は物語世界同様「稗史的なまま」で、荷風は「近代の住人」であり「知識人、全能的存在」だが、川端の場合は川端自身が「異界」の人物であり「幽霊のような人物」「まれびと」だとしている。
そして勝又は、この小説が表面的には「孤児意識脱却の物語」であるにもかかわらず、最後にまた老人が登場し、3人の孤児を道連れにすることを村人から合掌で懇願される箇所に、川端の「孤児の宿命」が垣間見えるとし、「〈孤児根性〉、〈息苦しい〉孤児意識からは解放されたかもしれないが、孤児としての宿命そのものは決して彼を解き放ちはしなかったはず」だと解説している。また、三島由紀夫が川端を「永遠の旅人」と称したことや、川端の処女作から諸作に至るまで見られる心霊的な要素を鑑みながら、こうした「この世に定住の地を持たない」川端が、トンネルを越え「まれびととなって人界を訪れ」て、「踊子の純情」をより輝かせられる特異性を考察している。
橋本治は恋愛的な観点から『伊豆の踊子』を捉え、主人公の青年が最後に泣き続ける意味について、「いやしい旅芸人」と「エリートの卵」という「身分の差」の垣根さえも越え、冷静に相手をじっと観察する余裕もなくなって「ただその人にひれ伏すしかなくなってしまう、恋という感情」を主人公が内心認めたくなく、冷静に別れたつもりが、遠ざかる船に向ってはしけから一心に白いハンカチを振る踊子の正直な姿を見て、「プライドの高い〈私〉は、ついに恋という感情を認めた」と解説している。
そして橋本は、主人公が「ただ彼女といられて幸福だった」という真実の感情を認め、自分と同じエリートコースの少年を「踊子とつながる人間でもあるかのように」思い、その好意に包まれ終わる結末は、「恋という垣根を目の前にして、そして越えられるはずの垣根に足を取られ、自分というものを改めて見詰めなければどうにもならないのだという、苦い事実」を突きつけられ、その「青春の自意識のつらさ」を描いているため『伊豆の踊子』は「永遠の作品」となっていると評している。
川嶋至（細川皓）は、『伊豆の踊子』の底流に、みち子（伊藤初代の仮名）の「面影」があるとして、初代から婚約解消された川端の動転を綴った私小説『非常』との関連性を看取し、川端が初代の元へ向かう汽車の中で別れの手紙を一心に読み返している時に落とした財布やマントを拾ってくれ、〈寝ずの番〉までしてくれた〈学生〉（高校の受験生）の好意に甘えて身を委ねる場面と、下田港で踊子と別れた帰りの汽船で、〈親切〉な〈少年〉のマントに包まれて素直に泣く共通項を指摘しながら、「一見素朴な青春の淡い思い出」を描いた『伊豆の踊子』は、「実生活における失恋という貴重な体験を代償として生まれた作品」だとして、踊子は、「古風な髪を結い、旅芸人に身をやつした、みち子に他ならなかった」と考察している。
なお、川端本人はこの川嶋至の論考に関し、〈まつたく作者の意識にはなかつた〉として、草稿「湯ヶ島での思ひ出」を書いた時には伊藤初代のことが〈強く心にあつた〉が、『伊豆の踊子』を書いた時に初代は〈浮んで来なかつた〉としている。そして『非常』での汽車の場面との類似を指摘されたことについては、以下のように語っている。
林武志は、川端が伊豆で踊子に会った頃には、中学時代の後輩で同性愛的愛情を持っていた小笠原義人と文通が続いていたことと、草稿「湯ヶ島での思ひ出」での踊子の記述が、清野少年（小笠原義人）の「序曲」的なものになっていることから、『伊豆の踊子』での「踊子」像には小笠原少年の心象が「陰画」的に投影されているとしている。
また、最終場面で泣いている「私」をマントで包んでくれた受験生の少年の描写も「清野少年のバリエーション」ではないかと林は考察している。

## 別れの場面における主語の問題
※川端康成自身の発言や、作品や随筆内からの文章の引用は〈　〉にしています（論者や評者の論文からの引用部との区別のため）。
主人公と踊子が乗船場で別れる場面に以下のような一文があるが、主語が省かれているため、〈さよなら〉を言おうとして止めて、ただ〈うなづいた〉のが主人公と踊子のどちらであるのか、川端の元へ読者からの質問が多数寄せられたという問題点があった。
私が縄梯子に捉まらうとして振り返つた時、さよならを言はうとしたが、それも止して、もう一ぺんただうなづいて見せた。—川端康成「伊豆の踊子」
これについて川端は、主語は〈踊子〉であるとし、以下のように答えている。
そして川端は、問題の箇所をよく読み返してみると読者に誤解を与えたのも、主語を省いたため惑わせることになったかもしれないとしながらも、以下のように説明している。
なお、英訳ではこの部分の主語が、“I”（私）と誤訳されてしまっている。そして川端はあえて新版でも、この主語を補足しなかった理由については、その部分が気をつけて読むと、〈不用意な粗悪な文章〉で、〈主格を補ふだけではすまなくて、そこを書き直さねばならぬ〉と思えたことと、『伊豆の踊子』が〈私〉の視点で書かれた物語であることの説明として以下のように語っている。
高本條治は、この踊子の主格問題に関する川端の、〈全体をやぶる表現〉という言及について、〈私〉が見た風に書くという「語りの視点」を全篇通して一貫させるべきだったというのが川端の「反省的自覚」だったとし、この小説を軽く読み流すのではなく、〈私〉に同化し感情移入しながら「解釈処理」を続けた読者にとっては、物語の終盤でいきなり、たった一箇所だけ、「語彙統語構造に表れた結束性の手がかりに従う限りにおいて、〈私〉以外の人物と同化した視点で語られたと解釈できる部分」が混入しているのは戸惑いであり、その「語りの視点」の不整合性に気づく認知能力を持つ読者にとって、「川端が犯した不用意な視点転換」は、重大な解釈問題として顕在化されると論じている。
三川智央はこれに比して、やや違った論点からこの視点転換問題をみて、通常の語り手としての〈私〉の次元でならば、問題個所は、「（踊子が）何かを言おうとしたようだが、……」あるいは「別れのことばを言おうとしたようだが……」という風に推測的な文言になるはずだとし、川端がほとんど無意識的に〈（踊子は）さよならを言はうとした〉と断定表現したのは、主人公の〈私〉が一種の「狂気」の状態にあり、「踊子との間に暴力的ともいえる一方的なコミュニケーションを夢想しているにほかならない」と解説しながら、このことは同時に、物語世界内の〈私〉と、「語り手である〈私〉の自己同一性の崩壊＝〈私〉そのものの崩壊」をも意味していると論考している。
そして三川は、この場面では、踊子との「離別」と共に、「まるでそれを阻止するかのように〈私〉と踊子の「心理的な一体化」が示されるとし、それはあくまで「現実世界の解釈コードでは認識不能な『事実』」で、「〈私〉の踊子に対する一方的な一体化の夢想」は「〈私〉の意識の肥大化と『他者』である踊子の抹殺」が前提となっているが、読者側はその〈私〉の「暴力性」を「解釈コードの組み替え」により、「抒情的空間」といったものとして「物語空間を辛うじて受け入れることになる」と考察しつつ、通常の意味での「語り手」という存在を打ち消してしまう作品自体の不安定な構造を支えている力を、「互いに異なる志向性を帯びた複数の《語り》の葛藤によって生じるダイナミズム＝《語り》の力」と呼び、以下のように諭をまとめている。

## 観光資源としての『伊豆の踊子』

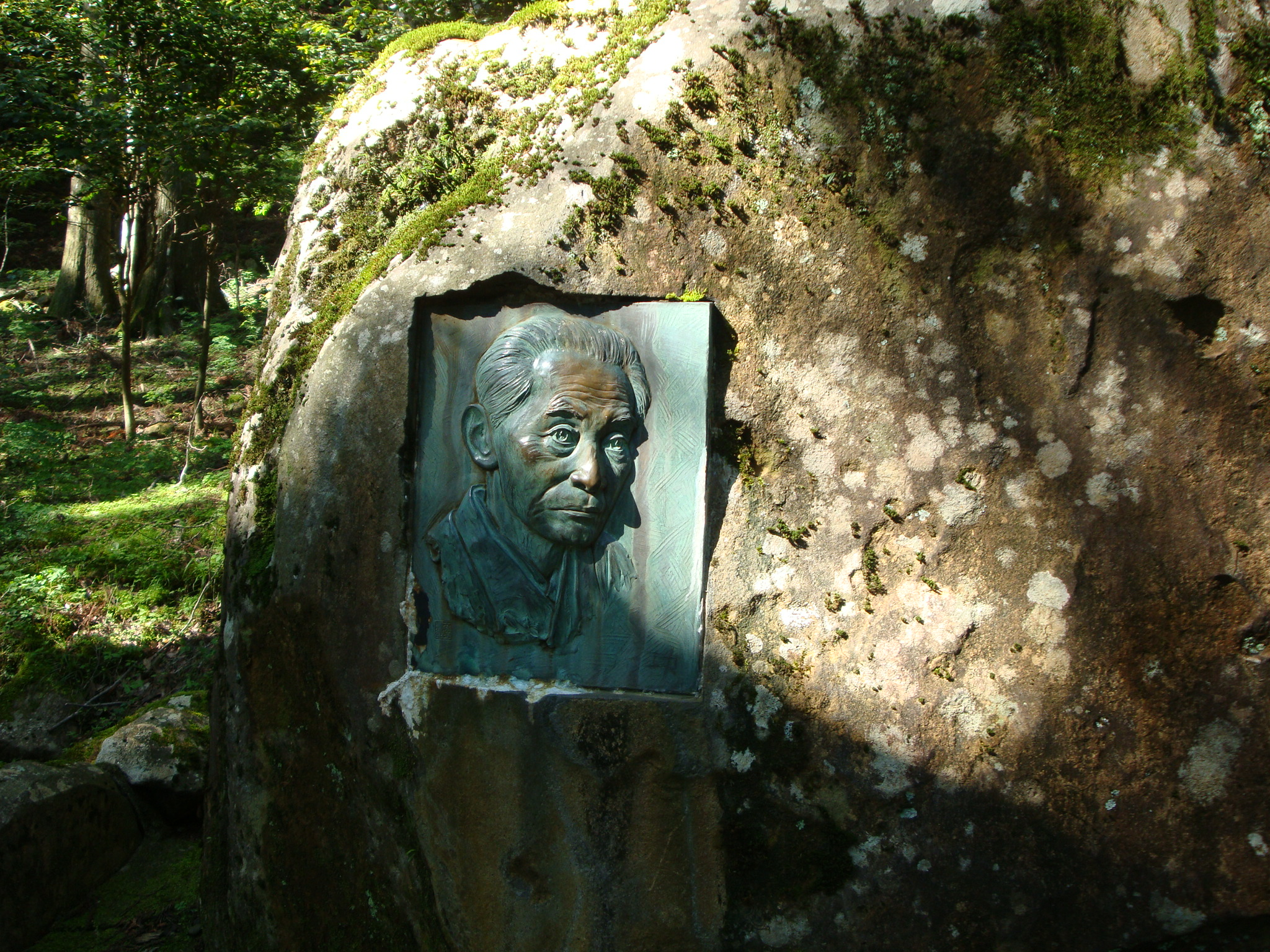
天城峠にある川端康成のレリーフ

浄蓮の滝から本谷川に沿って登り、旧天城トンネルを抜けて、河津川に沿って下るルートは「踊子歩道」として整備されている。「踊子歩道」は2002年に遊歩百選に選定された。
本谷川（狩野川）沿いに杉やブナが繁る林の旧街道をしばらく歩くと踊子橋を過ぎたあたりのわさび沢の側に文学碑がある。この文学碑には、川端の毛筆書きによる〈道がつづら折りになつて、いよいよ天城峠に近づいたと思ふ頃、雨脚が杉の密林を白く染めながら、すさまじい早さで麓から私を追つて来た。…〉という作品の冒頭部分が刻まれており、左側の碑面に川端の銅版製のレリーフも設置されている。この文学碑は、1981年（昭和56年）5月1日に建てられ除幕式が行われた。
そこから天城トンネルを抜け河津川沿いの道を下っていくとある湯ヶ野温泉の旅館「福田屋」の隣にも文学碑がある。こちらの文学碑は、川端存命中の1965年（昭和40年）11月12日に建立された。碑には川端の直筆で、〈湯ヶ野までは河津川の渓谷に沿うて三里余りの下里だつた。峠を越えてからは、山や空の色までが南国らしく感じられた。…〉の一節が刻まれており、旅館の入口にはブロンズの踊子像もある。
川端は、この「福田屋」側の文学碑の除幕式で、作中に登場する受験生〈少年〉のモデルだった後藤孟（再会当時65歳）と47年ぶりに再会した。後藤孟は「賀茂丸」で川端と会った当時のことを以下のように述懐している

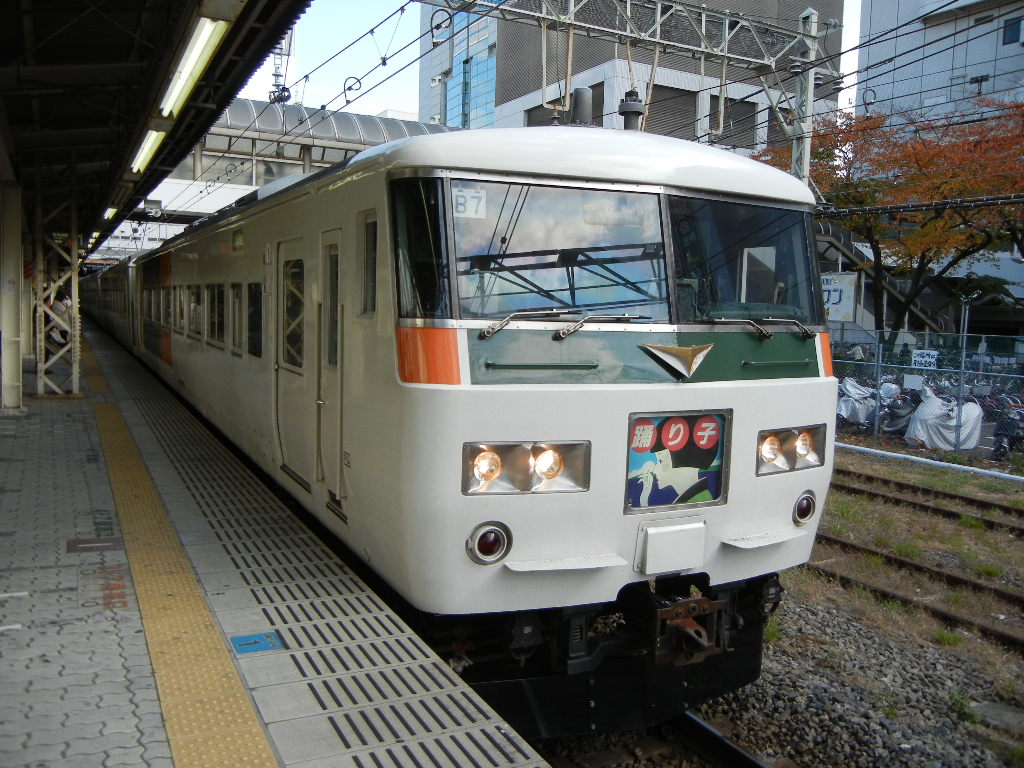
特急「踊り子」号。ヘッドマークにも注目。

初景滝そばには「踊り子と私」というブロンズ像もあり、道の駅天城越えには文学博物館（昭和の森会館）がある。
1981年（昭和56年）10月1日より、国鉄（1987年4月1日以降JR東日本）伊豆急行・伊豆箱根鉄道直通特急列車の名称に、「踊り子」号の名称が公募により充てられた。また、東海自動車（1999年4月1日以降は中伊豆東海バス）のボンネットバスの愛称には、「伊豆の踊子号」が充てられるなど、「踊子」は伊豆の地で愛称化されている。

## 映画化
映画においては、一部の版で、おきみなどの原作にない登場人物が設定されるなど、原作との違いがある。
- 『恋の花咲く 伊豆の踊子』（松竹） 

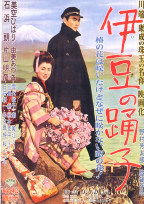
伊豆の踊子（1954年）
美空ひばりと石濱朗

  - 1933年（昭和8年）2月2日公開。白黒・サイレント映画
  - 監督：五所平之助。脚本：伏見晃。撮影：小原譲治
  - 主演：田中絹代、大日方傳、河村黎吉、小林十九二、若水順子、新井淳、ほか
  - ※ 初の映画化作品。昭和8年度のキネマ旬報ベストテンの第9位[49][50]。
- 『伊豆の踊子』（松竹） 
  - 1954年（昭和29年）公開。白黒98分。
  - 監督：野村芳太郎。製作：山本武、山内静夫。企画：福島通人。脚本：伏見晁。撮影：西川亨。音楽：木下忠司。主題歌：コロンビア
  - 出演：美空ひばり、石濱朗、由美あづさ、片山明彦、雪代敬子、三島耕、日守新一、南美江、松本克平、多々良純、桜むつ子
  - 公開時の惹句は、「椿の花は咲いたけどなぜに咲かない恋の花！」である[51][52]。
- 『伊豆の踊子』（松竹） 
  - 1960年（昭和35年）5月13日公開。カラー87分。
  - 監督：川頭義郎。製作：小梶正治。脚本：田中澄江。撮影：荒野諒一。美術：岡田要。音楽：木下忠司
  - 出演：鰐淵晴子、津川雅彦、桜むつ子、田浦正巳、城山順子、瞳麗子、ほか
- 『伊豆の踊子』（日活） 
  - 1963年（昭和38年）6月2日公開。カラー87分。
  - 監督：西河克己。脚本：井手俊郎、西河克己
  - 出演：吉永小百合、高橋英樹、大坂志郎、堀恭子、浪花千栄子、ほか
  - ※ 映画撮影を見学した川端康成は、踊子姿の吉永小百合に〈なつかしい親しみ〉を感じたという[53][54]。
- 『伊豆の踊子』（東宝） 
  - 1967年（昭和42年）2月25日公開。カラー85分。
  - 監督：恩地日出夫。脚本：恩地日出夫、井手俊郎
  - 出演：内藤洋子、黒沢年男、江原達怡、田村奈己、乙羽信子、ほか
- 『伊豆の踊子』（東宝） 
  - 1974年（昭和49年）12月28日公開。カラー82分。
  - 監督：西河克己。脚本：若杉光夫
  - 出演：山口百恵、三浦友和、中山仁、佐藤友美、一の宮あつ子、鈴木ヒロミツ、浦辺粂子、石川さゆり、江戸家猫八、千家和也（特別出演）、宇野重吉（ナレーション）ほか

## テレビドラマ化
- 連続テレビ小説『伊豆の踊り子』（NHK）
  - 1961年（昭和36年）1月1日 - 3日 日曜日 - 火曜日 22:15 - 22:40
  - 脚本：篠崎博。演出：畑中庸生
  - 出演：小林千登勢、山本勝、梅野公子、鈴木瑞穂
  - ※ この作品の成功により「連続テレビ小説」の素地が出来上がった。
- 白雪劇場・川端康成名作シリーズ『伊豆の踊り子』（KTV）
  - 1973年（昭和48年）2月4日、11日（全2回） 日曜日 21:30 - 22:25
  - 演出：岡本五十二。提供：小西酒造
  - 出演：栗田ひろみ、小林芳宏、ジェリー藤尾、奈良岡朋子、神鳥ひろ子（上岡紘子）、松岡きっこ
- 青春アニメ『伊豆の踊子』（NTV） 
  - 1986年（昭和61年）4月25日 金曜日 19:00 - 19:30
  - 脚本：吉田憲二。演出：高須賀勝己。総監督：黒川文男。キャラクター監修：森康二。キャラクターデザイン：椛島義夫。エンディングイラスト：林静一。音楽：坂田晃一。製作：本橋浩一
  - 声の出演：島本須美、神谷明、津嘉山正種、今井和子、小宮和枝、緒方賢一。語り部：木内みどり
  - 主題歌：ダ・カーポ「青春は舟」「ため息」（作詞：なかにし礼。作曲：坂田晃一。編曲：島津秀雄）
  - ※『青春アニメ』の第1作。
  - ※ 新潮社より「アニメ文学館」（全15巻）の第1巻（伊藤左千夫『野菊の墓』と合わせて）としてビデオ（VHS、DVD）発売。
- 『伊豆の踊子』（TBS）
  - 1992年（平成4年）2月3日 月曜日 21:00 - 22:54
  - 製作：東宝。企画協力：オスカープロモーション
  - 脚本：矢島正雄。監督：三村晴彦。音楽：小六禮次郎
  - 企画：古賀誠一、風間健治、樋口祐三。プロデュース：青木信也、小澤康彦、高橋昇
  - 出演：小田茜、萩原聖人、後藤久美子、布施博、秋本奈緒美、越智静香、小島三児、小倉一郎、細川俊之、高樹沙耶（益戸育江）、吉行和子、でんでん、小田薫、二瓶鮫一、粟津號、谷津勲　ほか
- 日本名作ドラマ『伊豆の踊子』（TX）月曜日 21:00 - 21:54
  - 1993年（平成5年）6月14日、21日（全2回） 月曜日 21:00 - 21:54
  - 脚本：井手俊郎、恩地日出夫。演出：恩地日出夫。音楽：毛利蔵人。制作会社：東北新社クリエイツ、TX。
  - 出演：早勢美里（早瀬美里）、木村拓哉、加賀まりこ、柳沢慎吾、飯塚雅弓、大城英司、石橋蓮司
- モーニング娘。新春! LOVEストーリーズ1st story『伊豆の踊子』（TBS）
  - 2002年（平成14年）1月2日 水曜日 21:00 - 23:24
  - 脚本：寺田敏雄。演出：星田良子
  - 制作：持田一政、浅井洋一。企画：貴島誠一郎、橋本孝。プロデュース：鈴木伸太郎
  - 出演：後藤真希、小橋賢児、石黒賢、片平なぎさ、保田圭、辻希美、国分佐智子、渡辺いっけい、大杉漣、銀粉蝶、北川智繪、ト字たかお、鈴木修平、三木茂、西川りな、石原有菜、劇団東俳、テアトルアカデミー、伊豆の住民

| 関西テレビ制作・フジテレビ系列 白雪劇場 【川端康成名作シリーズ】 | 関西テレビ制作・フジテレビ系列 白雪劇場 【川端康成名作シリーズ】 | 関西テレビ制作・フジテレビ系列 白雪劇場 【川端康成名作シリーズ】 |
| 前番組                                                           | 番組名                                                           | 次番組                                                           |
| ---------------------------------------------------------------- | ---------------------------------------------------------------- | ---------------------------------------------------------------- |
| 雪国                                                             | 伊豆の踊子 （1973年）                                            | 美しさと哀しみと                                                 |
| 日本テレビ系 青春アニメ全集                                      |                                                                  |                                                                  |
| （なし）                                                         | 伊豆の踊子                                                       | 野菊の墓                                                         |
| テレビ東京系 日本名作ドラマ                                      |                                                                  |                                                                  |
| 門                                                               | 伊豆の踊子 （1993年）                                            | 美徳のよろめき                                                   |

## ラジオドラマ化
- ラジオ図書館『伊豆の踊子』（TBS）
  - 1991年（平成3年）11月9日 日曜日 22:05 - 23:00
  - 脚色：森治美。提供：霊友会
  - 出演：増田未亜・中村彰男、大島蓉子、北川智絵

## 舞台化
- 新派『伊豆の踊子』
  - 1957年（昭和32年）新橋演舞場
  - 脚本：北条誠。主演：光本幸子
- 新派『伊豆の踊子』
  - 1969年（昭和44年）
  - 主演：光本幸子、有田正治
- 『贋作 伊豆の踊子2010』劇団ドガドガプラス公演
  - 2010年（平成22年）5月13日 - 19日 浅草東洋館
  - 脚本・演出：望月六郎
  - 出演：戸田佳世子、黒沢美香、浦川奈津子、kumico、松本都、梨本翠子、奈良坂篤、櫻井正一、高原知秀、J・橋口裕、ほか

## おもな収録刊行本

### 単行本
- 『伊豆の踊子』（金星堂、1927年3月20日）
  - 装幀：吉田謙吉（湯本館の一室「山桜」の欄間の図柄の函[注釈 4]）。B6判。函入
  - 収録作品：「白い満月」「招魂祭一景」「孤児の感情」「驢馬に乗る妻」「葬式の名人」「犠牲の花嫁」「十六歳の日記」「青い海黒い海」「五月の幻」「伊豆の踊子」
- 『伊豆の踊子』（金星堂、1928年10月5日）
  - ※ 1927年（昭和2年）刊行本の普及版。
- 限定版『伊豆の踊子』（江川書房、1932年6月20日） 限定180部
  - 装幀：小穴隆一。菊判変形。函入。跋：小林秀雄
  - 収録作品：「伊豆の踊子」
- 『抒情哀話 伊豆の踊子』（近代文芸社、1933年4月10日）
  - 口絵写真：田中絹代
  - 収録作品：「伊豆の踊子」「白い満月」「招魂祭一景」「孤児の感情」「驢馬に乗る妻」「葬式の名人」「犠牲の花嫁」「十六歳の日記」「青い海黒い海」「五月の幻」
- コルボオ叢書『伊豆の踊子』（野田書房、1938年1月31日） 150部限定
  - 収録作品：「伊豆の踊子」
- 細川叢書『伊豆の踊子』（細川書店、1947年5月1日） 2000部限定
  - 収録作品：「伊豆の踊子」
- 東鐵文化読本第7号『伊豆の踊子』（東京鐵道局、1948年5月15日） 非売品
  - 収録作品：「伊豆の踊子」
- 『伊豆の踊子』（小山書店、1949年4月30日）
  - 解説：神西清
  - 収録作品：「伊豆の踊子」「葬式の名人」「南方の火」「抒情歌」「燕の童女」「虹」
- 『伊豆の踊子』（細川書店、1951年3月15日）
  - 収録作品：「伊豆の踊子」
- 『雪国・伊豆の踊子』（新潮社、1952年8月20日）
  - 表紙カット：三岸節子。本文カット：岡鹿之助
  - 収録作品：「伊豆の踊子」「抒情歌」「雪国」「朝雲」
- 『伊豆の旅』（中央公論社、1954年10月5日）
  - 装幀：恩地孝四郎、高畠達四郎。扉に川端康成の生原稿コピーが印字。
  - 収録作品：「伊豆序説」「伊豆温泉記」「伊豆湯ヶ島」「正月三ヶ日」「椿」「夏の靴」「有難う」「処女の祈り」「伊豆の踊子」「伊豆の帰り」「伊豆の思ひ出―『独影自命』より―」
- 新潮青春文学叢書『伊豆の踊子』（新潮社、1955年1月31日）
  - 装幀：山田申吾。あとがき：古谷綱武
  - 収録作品：「伊豆の踊子」「二十歳」「朝雲」「母の初恋」
- 『伊豆の踊子』（講談社ロマンブックス、1964年5月10日）
  - 装幀：高田力蔵。解説：福永武彦
  - 収録作品：「白い満月」「伊豆の踊子」「春景色」「温泉宿」「正月三ヶ日」「夏の靴」「有難う」
- 文庫版『伊豆の踊子』（三笠文庫、1951年10月）
  - 川端康成「あとがき」
- 文庫版『伊豆の踊子』（新潮文庫、1950年8月20日。改版2003年5月5日）
  - カバー装幀：宮本順子。解説：竹西寛子「川端康成 人と作品」。三島由紀夫「『伊豆の踊子について』」。年譜。
  - 収録作品：「伊豆の踊子」「温泉宿」「抒情歌」「禽獣」
- 文庫版『伊豆の踊子・禽獣』（角川文庫、1951年7月30日。改版1989年、1999年）
  - 装幀：杉浦康平。カバー装獲：蓬田やすひろ
  - 解説：進藤純孝「川端康成――人と文学」。古谷鋼武「作品解説」。川端康成「『伊豆の踊子について』」。年譜。
  - 収録作品：「伊豆の踊子」「青い海黒い海」「驢馬に乗る妻」「禽獣」「慰霊歌」「二十歳」「むすめごころ」「父母」
- 文庫版『伊豆の踊子・温泉宿 他四篇』（岩波文庫、1952年2月。改版2003年9月18日）
  - 装幀：精興社。川端康成「あとがき」。略年譜。
  - 収録作品：「十六歳の日記」「招魂祭一景」「伊豆の踊子」「青い海黒い海」「春景色」「温泉宿」
- 文庫版『伊豆の踊子・花のワルツ 他二編』（旺文社文庫、1965年7月10日）
  - 解説：山本健吉、木俣修、中里恒子
  - 収録作品：「伊豆の踊子」「花のワルツ」「十六歳の日記」「十七歳」
- 文庫版『伊豆の踊子・十六歳の日記』（講談社文庫、1972年11月）
  - 解説・年譜作成：長谷川泉
  - 収録作品：「伊豆の踊子」「十六歳の日記」
- 文庫版『伊豆の踊子』（集英社文庫、1977年5月30日。改版1993年6月5日）
  - 解説：奥野健男「鮮やかな感覚表現」。橋本治「鑑賞――『恋の垣根』」。年譜。
  - ※ 2008年新装版より、カバー装画：荒木飛呂彦
  - 収録作品：「伊豆の踊子」「招魂祭一景」「十六歳の日記」「死体紹介人」「温泉宿」
- 文庫版『伊豆の旅』（中公文庫、1981年4月10日。改版2015年11月21日）
  - 解説：川端香男里「文庫新版によせて」
  - 収録作品：1954年10月の中央公論社からの単行本と同内容。
- 文庫版『伊豆の踊子・骨拾い』（講談社文芸文庫、1999年3月10日）
  - 装幀：菊地信義。解説：羽鳥徹哉
  - 収録作品：「骨拾い」「日向」「処女作の祟り」「篝火」「十六歳の日記」「油」「葬式の名人」「孤児の感情」「伊豆の踊子」「父母への手紙」「ちよ」
- 英文版『The Dancing Girl of Izu and Other Stories』（訳：J. Martin Holman）（Counterpoint Press、1998年）
  - 収録作品：伊豆の踊子（The Dancing Girl of Izu）、十六歳の日記（Diary of My Sixteenth Year）、油（Oil）、葬式の名人（The Master of Funerals）、骨拾い（Gathering Ashes）、ほか
- ドイツ語版『Die Tänzerin von Izu ; Tausend Kraniche ; Schneeland ; Kyoto : ausgewählte Werke』（訳：オスカー・ベンル）（Die Tänzerin von Izu ; Tausend Kraniche ; Schneeland ; Kyoto : ausgewählte Werke）[55]

### 全集
- 『川端康成全集第1巻 伊豆の踊子』（新潮社、1969年5月25日）
  - カバー題字：松井如流。菊判変形。函入。口絵写真2葉：著者小影、大雅軼事（富岡鉄斎）
  - 収録作品：「十六歳の日記」「招魂祭一景」「油」「葬式の名人」「篝火」「空に動く灯」「蛙往生」「白い満月」「青い海黒い海」「伊豆の踊子」「春景色」「死者の書」「文科大学挿話」「死体紹介人」「温泉宿」「狂つた一頁」
- 『川端康成全集第2巻 小説2』（新潮社、1980年10月20日）
  - カバー題字：東山魁夷。四六判。函入
  - 収録作品：「十六歳の日記」「招魂祭一景」「油」「葬式の名人」「篝火」「空に動く灯」「非常」「孤児の感情」「蛙往生」「驢馬に乗る妻」「青い海黒い海」「明日の約束」「白い満月」「伊豆の踊子」「春を見る近眼鏡」「文科大学挿話」「伊豆の帰り」「狂つた一頁」「温泉場の事」「祖母」「犠牲の花嫁」「五月の幻」「霰」「南方の火」「椿」「春景色」

### 映像資料
- 『伊豆の踊子（ビデオ文学館1）』（NHKサービスセンター／講談社、1986年）
  - ビデオテープ（VHS）68分。ケース。ブックレット
  - 制作・発行：NHKソフトウェア
  - 収録内容：伊豆の踊子（朗読：江守徹。音楽：廣瀬量平。挿絵：風間完）
  - ※「ビデオ文学館」全20巻（セット販売）の第1巻目。第1期全5巻セットとして発売。
- 『伊豆の踊子（日本文学紀行 名作の風景1）』（VIDEO TWINS、1993年）
  - ビデオテープ（VHS）61分。ケース。ブックレット
  - 製作：ほりはた＋クレヨンハウス
  - ※「日本文学紀行 名作の風景」全12巻（セット販売）の第1巻目。
- 『恋の花咲く 伊豆の踊子』（DVD）1933年製作／中日映画社
  - 解説：34分／本編：112分
  - モノクロ片面・二層、ハイビジョンテレシネ化

### 漫画
- ホーム社 MANGA BUNGOシリーズ『伊豆の踊子』（ホーム社、2010年9月10日）
  - 画：井出智香恵

### アンソロジー
- 『昭和の文学――ジュニア版 世界の名作8』（国土社、1965年9月15日）
  - 装幀：沢田重隆。B6判。厚紙装。カバー
  - 編集：古谷綱武
  - 収録作品：川端康成「伊豆の踊子」、横光利一「鞭」、井伏鱒二「鯉」、林芙美子「風琴と魚の町」、尾崎一雄「虫のいろいろ」、堀辰雄「ルウベンスの偽画」、梶井基次郎「Kの昇天」、宮沢賢治「ざしき童子の話」、伊藤整「風」、上林暁「小便小僧」、太宰治「雪の夜の話」、永井龍男「黒い御飯」、大岡昇平「サンホセ野戦病院」、井上靖「湖の中の川」、梅崎春生「風早青年」
- 英文版『The Izu Dancer』（訳：エドワード・G・サイデンステッカー、Leon Picon）（Tuttle classics、1964年、2004年）
  - 収録作品：川端康成「伊豆の踊子」（The Izu Dancer）、井上靖「ある偽作家の生涯」（The Counterfeiter）、井上靖「姨捨」（Obasute）、井上靖「満月」（The Full Moon）
- 英文版『Oxford Book of Japanese Short Stories (Oxford Books of Prose & Verse) 』（編集：Theodore W. Goossen。訳：Jay Rubin）（Oxford and New York: Oxford University Press,、1997年）
  - 収録作品：森鷗外「山椒大夫」（Sansho the Steward）、芥川龍之介「藪の中」（In a Grove）、宮沢賢治「なめとこ山の熊」（The Bears of Nametoko）、横光利一「春は馬車に乗って」（Spring Riding in a Carriage）、川端康成「伊豆の踊子」（The Izu Dancer）、梶井基次郎「檸檬」（Lemon）、坂口安吾「桜の森の満開の下」（In the Forest, Under Cherries in Full Bloom）、中島敦「名人伝」（The Expert）、安部公房「賭」（The Bet）、三島由紀夫「女方」（Onnagata,）、ほか

## 派生作品・オマージュ作品
※出典は
- 失踪事件（加田伶太郎、1957年4月）
- 天城こえ（松本清張、1959年11月）
  - 「天城越え」に改題し『黒い画集2』（1959年12月）に収録。
- 天城峠殺人事件（内田康夫、1985年9月）
- 踊り子の謎 天城峠殺人交差（深谷忠記、1990年10月）
- 伊豆天城 幻の殺人旅行（斎藤栄、1991年2月）
- 雪国の踊子（荻野アンナ、1991年3月）
- 伊豆の踊り子殺人事件（島田一男、1994年9月）
- 天城大滝温泉殺人事件（吉村達也、1995年6月）
- 学生（東郷隆、1995年10月）
- 湯の宿（東郷隆、1996年9月）
- 伊豆・踊り子列車殺人号（辻真先、2005年5月）
- 死のスケジュール 天城峠（西村京太郎、2009年5月）
- 本音で語る「伊豆の踊子」（菅野春雄、2013年1月 - 2014年7月）